# Åsmund Høeg
Åsmund Høeg (* 16. August 1995 in Oslo, Norwegen) ist ein norwegischer Schauspieler.

## Leben
Motiviert durch einige Schauspieler in seiner Familie, spielte Høeg bereits früh Theater. Seine erste Rolle bekam er am Black Box Theater in einem alternativen Theater-Projekt von Jugendlichen. Høeg sang außerdem viele Jahre im Cathedral Boys Choir, der u. a. vor Mitgliedern des Königshauses auftrat. Im Film Sons of Norway (Sønner av Norge, 2011) von Jens Lien gab Høeg sein Leinwanddebüt. 2012 spielte er im Film Unschuld (Uskyld) von Sara Johnsen.

## Filmografie
- 2011: Sons of Norway, Regie: Jens Lien
- 2012: Unschuld, Regie: Sara Johnsen